# Princeton University
Princeton University är ett av USA:s främsta universitet. Det är beläget i staden Princeton i New Jersey. Det bildades 1746, då som College of New Jersey, och bytte till sitt nuvarande namn 1896, vilket gör den till USA:s fjärde äldsta högskola. Universitetet erbjuder, förutom grundutbildning och forskarutbildning i humaniora, naturvetenskap och samhällsvetenskap även utbildningar inom arkitektur, teknik, förvaltning och internationella studier. Forskning bedrivs bland annat på plasma, meteorologi och jetmotordrift.
Skolan grundades i Elizabeth i New Jersey men flyttade till Princeton 1756. Formellt bytte den namn till Princeton University 1896. Princeton University ingår i Ivy League, ett samlingsnamn för åtta privata högprestigeuniversitet i USA. Skolan har 7 000 studenter och mer än 1 100 anställda, forskare och lärare.
Det rankades som det 7:e främsta lärosätet i världen i Times Higher Educations ranking av världens främsta lärosäten 2018.

## Historia
Princeton University grundades av presbyterianerna med avsikten att utbilda präster. Skolan grundades i Elizabeth i New Jersey med namnet College of New Jersey och Jonathan Dickinson som rektor. Nästa rektor var far till Aaron Burr och den tredje var Jonathan Edwards. Samtliga tre hade avlagt examen på Yale University, ett annat av Ivy League-universiteten. År 1756 flyttade skolan till Princeton.
Den första byggnaden i Princeton var Nassau Hall, namngiven efter den engelska kungen Vilhelm III, tillhörande huset Nassau-Oranien. Efter honom kommer det orangea i Princetons bruna och orangea färger.
Under amerikanska revolutionen ockuperades Princeton både av engelska och amerikanska trupper och universitets byggnader skadades svårt. George Washingtons och hans revolutionsarmé vann en avgörande seger vid slaget vid Princeton 1777 och Nassau Hall bombades svårt när revolutionärerna försökte överta den från britterna. Princetonmedborgaren, och sedermera rektorn, John Whiterspoon var en av undertecknarna av USA:s självständighetsförklaring. Han var dessutom den enda prästen bland undertecknarna. Mot slutet av kriget sammanträdde konfederationens kongress i Nassau Hall under fyra månader sommaren 1783, vilket innebar att Princeton var USA:s huvudstad under den perioden.
Princeton var inte särskilt berömt när James McCosh tillträdde som rektor 1868 efter en tid av nedgång, inte minst beroende på amerikanska inbördeskriget. Under hans två årtionden som rektor omarbetades läroplanen för att fokusera mer på naturvetenskaperna. Under hans tid tillkom flera byggnader i nygotisk stil som nu kännetecknar Princetons campus. Byggnaden McCosh Hall är namngiven efter honom.
År 1896, i samband med 140-årsjubileet, ändrades skolans namn officiellt till Princeton och den fick officiellt universitetsstatus. Den amerikanske presidenten Woodrow Wilson var rektor på skolan 1902–1910. År 1905 införde han en nydanande utbildningsreform som gick ut på att dela in eleverna i små diskussionsgrupper med en lärare för att komplettera rena lektioner. Grupperna kallas preceptorialer och används fortfarande i humaniora och samhällsvetenskap på Princeton.
Den första årskullen där kvinnliga studenter accepterades var 1969. Mellan 1887 och 1897 drev universitet en ett kvinnligt kollegium, Evelyn College for Women. År 1969 skickades antagningsbeskeden ut till kvinnor utan att universitetsområdet och universitetets verksamhet anpassats för kvinnliga studenter helt ut. Det genomfördes under en femårsplan till en kostnad av 7,8 miljoner dollar. 1974 studerade 650 kvinnor på Princeton.

## Kända före detta elever
Bland alumni, före detta studenter, och forskare märks bland annat 29 nobelpristagare och 3 amerikanska presidenter: Woodrow Wilson, Grover Cleveland och John F. Kennedy. John F. Kennedy studerade bara en termin på Princeton innan han fortsatte på Harvard, vilken han är mer förknippad med.

## Traditioner
Den fjärde maj varje år, på årsdagen av grundandet, arrangeras en utomhusfestival. 

## Idrott
De tävlar med 37 universitetslag i olika idrotter via deras idrottsförening Princeton Tigers.

## Princeton University Glee Club
Princeton University Glee Club bildades 1874. Den har en traditionella och ceremoniella uppgifter på Universitet.